# Classe Saipan

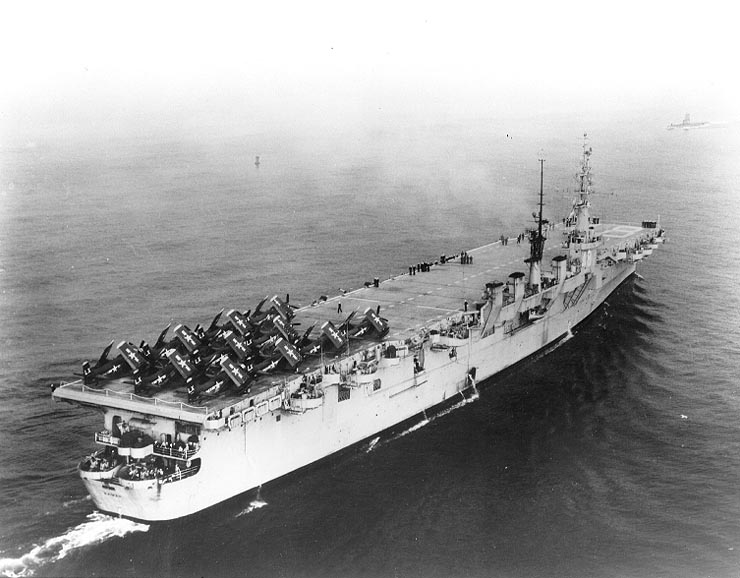
USS Saipan (CVL-48) em 1950.

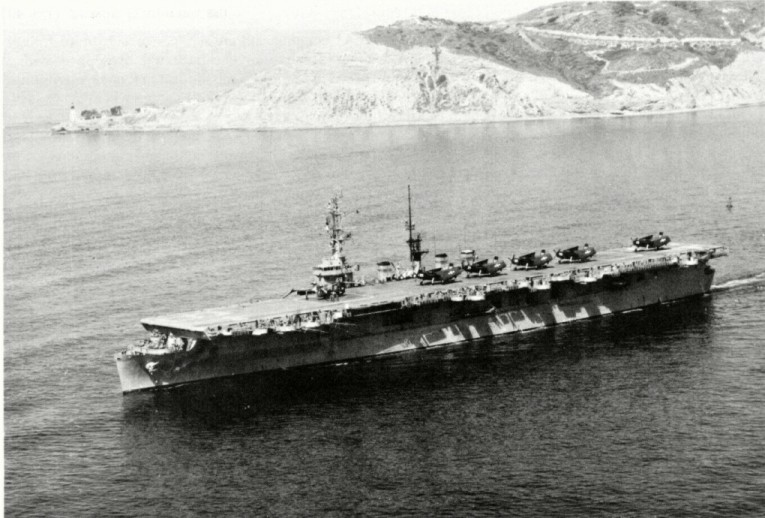
USS Wright (CVL-49) em 1950.

Classe Saipan identifica uma classe de porta-aviões da Marinha dos Estados Unidos.

## Porta-aviões
| Nº da amurada | Nome   | Construtor                        | Batimento de quilha  | Lançamento            | Fatalidade                     |
| ------------- | ------ | --------------------------------- | -------------------- | --------------------- | ------------------------------ |
| CVL-48        | Saipan | New York Shipbuilding Corporation | 10 de julho de 1944  | 8 de julho de 1945    | Vendido para desmanche em 1976 |
| CVL-49        | Wright | New York Shipbuilding Corporation | 21 de agosto de 1944 | 1 de setembro de 1945 | Vendido para desmanche em 1980 |